# Szamuha
Szamuha (Šamuḫa, 𒌷𒊭𒈬𒄩 URUša-mu-ḫa) hettita település. Nagyon fontos, az írásos emlékekben gyakran szereplő, kulturális (vallási) és politikai szempontból is elsőrangú város volt, azonban pontos helye ma még vitatott. A régészek egyetlen feltárt települést sem tudtak azonosítani vele, és nincs olyan dokumentum, amelynek alapján a földrajzi elhelyezkedését pontosítani lehetne. Valószínűleg Anatólia délkeleti negyedében volt, talán közel az Eufráteszhez. Ennek ellentmond azonban, hogy II. Murszilisz uralkodásának hatodik évében a kaszkáktól vagy Arzavától kellett visszafoglalni, és ez a pozíció ehhez túlzottan délre és/vagy keletre van. II. Tudhalijasz uralkodása alatt a kaszkák által lerombolt Hattuszasz helyett az egész Hettita Birodalom fővárosa volt. Annyi információ áll rendelkezésre, hogy a hajaszai határ közelében állt, de nem tudni, hogy Hajasza határai hol húzódtak akkoriban.
A város egyik legelső említése az i. e. 15. századból származik, Telipinusz törvényeiben olvasható, ahol a visszafoglalásáról értesülhetünk. Az óhettita királyság összeomlása után Hattit minden oldalról ellenségek szorongatták és rengeteg területet vesztettek el. Ennek alapján Szamuha is ezek közé tartozott. II. Tudhalijasz alatt lett igazán fontos település, amikor a hettita "rekonkviszta" kiinduló bázisává lett. Ezekről az eseményekről a 2000-es években feltárt szapinuvai dokumentumok számolnak be.
A II. Murszilisz és Duppi-Tesub között kötött szerződésben (CTH#62) a hettiták a szamuhai szentély istenére, Abarára esküsznek. A szerződés továbbá megemlíti a hurri Viharistent, Teszubot is. Nem tudjuk, hogy Abara és Teszub között milyen mitologikus viszony állt fenn. I. Szuppiluliumasz idején még Szamuhában is Teszubot említették. Talán éppen Szamuha volt a központja a mitológia hurrizálódásának, a hettita és hurrita mitológia szinkretista átalakításának.
A CTH#710–712 számú dokumentumok a szamuhai Istár-fesztiválokról szólnak. Valójában ezek a hurri Sausga kultuszai, amelyeket a hettita írástudók hasonlítottak össze az akkád Istár mítoszaival. II. Murszilisz a legkisebb fiát, a későbbi III. Hattusziliszt nevezte ki Sausga szamuhai főpapjává, aki később, uralkodása alatt a szamuhai Istár védnöksége alá helyezte magát.
A hettita szövegek katalógusa (CTH) a 480. számon gyűjti össze a Szamuhára vonatkozó kultuszleírásokat (Szamuha kultuszai). A 482. számú dokumentum egy kultuszreformról számol be (kultuszreform Szamuhában).